# Matthieu Rougé
Pour les articles homonymes, voir Rougé (homonymie).
Matthieu Rougé, né le 7 janvier 1966 à Neuilly-sur-Seine, est un prélat, théologien et essayiste catholique français, évêque de Nanterre depuis le 5 juin 2018. 
Spécialiste de la théologie politique, il a été l'aumônier des parlementaires français de 2004 à 2012.

## Biographie

### Formation
Matthieu Rougé est le fils de Michel Rougé, haut fonctionnaire, et de Jacqueline Leps, responsable associative et collaboratrice de Robert Schuman,. Il est rapidement intéressé par la politique et l'enseignement. Il entre alors en classes préparatoires littéraires, où il est particulièrement marqué par l'œuvre de Georges Bernanos. Mais deux ans plus tard, à l'âge de 19 ans, il quitte ses études pour entrer au séminaire français de Rome. Il obtient alors une maîtrise de philosophie en 1989. Il mène ensuite des recherches et présente une thèse intitulée « Sicut in osculo amoris, doctrine et expérience de l'Eucharistie chez Guillaume de Saint-Thierry », sous la direction du père Karl Becker. Il obtient son doctorat en théologie en 1998, à l'Université pontificale grégorienne, avec la mention summa cum laude, la meilleure possible,.

### Ministère

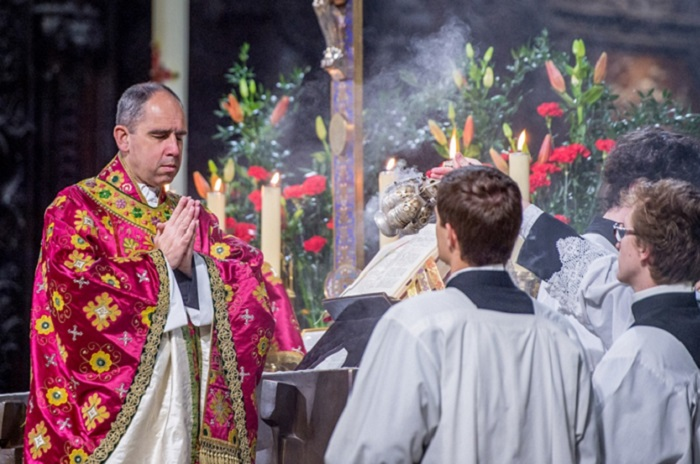
Matthieu Rougé en 2016, lors du pèlerinage de Chrétienté.

Ordonné le 25 juin 1994, il est nommé vicaire de l'église Saint-Séverin en 1996, puis secrétaire particulier du cardinal Lustiger en 2000. En 2003, ce dernier lui confie la basilique Sainte-Clotilde, puis la direction du Service pastoral d'études politiques, plus connu sous le nom d'aumônerie des parlementaires. Il occupe ces deux fonctions jusqu'en 2012. Enfin, en 2013, le cardinal André Vingt-Trois le nomme curé de la paroisse Saint-Ferdinand des Ternes - Sainte-Thérèse-de-l'Enfant-Jésus dans le 17e arrondissement de Paris.
En parallèle, il exerce la charge de professeur de théologie à l'Université ecclésiastique San Dámaso (es) de Madrid entre 2012 et 2013, et à l'École cathédrale de Paris, ainsi qu'au collège des Bernardins depuis 1998.
Il est également chanoine honoraire de la cathédrale Notre-Dame de Paris, membre sociétaire de l'Académie catholique de France, membre de la convention de la Fondation Charles-de-Gaulle et membre du conseil scientifique de l'Institut Jean-Marie Lustiger.
Ami de Jean d'Ormesson, il célèbre sa messe d'obsèques en la cathédrale Saint-Louis-des-Invalides lors de l'hommage national rendu le 8 décembre 2017,.
Le 5 juin 2018, le pape François le nomme évêque de Nanterre en remplacement de Michel Aupetit, nommé archevêque de Paris,. Il est consacré évêque le dimanche 16 septembre 2018 en la cathédrale Sainte-Geneviève-et-Saint-Maurice de Nanterre.

## Publications

### Ouvrages
- Doctrine et expérience de l’eucharistie chez Guillaume de Saint-Thierry, éditions Beauchesne, 1999  (ISBN 978-2-70101-394-7), [présentation en ligne]
- « Le temps des âmes. Fondement et portée de la doctrine du medius adventus chez saint Bernard », dans L’actualité de saint Bernard, Paris, Lethielleux (« Collège des Bernardins »), 2010, 111-124.
- « Réformer la liturgie ? », dans Vatican II, une boussole pour notre temps. Plus de quarante ans après, qu’est devenu le Concile ?, Paris, Parole et Silence, 2010, 81-99.
- (en) « Mystery of man », dans Karl Becker et Ilaria Morali (ed.), Catholic Engagement with World Religions, Orbis Books, 2010.
- « Peut-on vraiment moraliser la vie politique », Faut-il avoir peur ? États généraux du christianisme 2011, Paris, Presses de la Renaissance, 2011, 91-95.
- L'Église n’a pas dit son dernier mot : petit traité d'antidéfaitisme catholique, Paris, Robert Laffont, 2014.
- « Pour un catholicisme de proposition. Entretien avec Marcel Gauchet », Le Débat, 181 (septembre-octobre 2014) 171-180.
- Un sursaut d’espérance – Réflexions spirituelles et citoyennes pour le monde qui vient, Éditions de l’Observatoire, 2020  (ISBN 979-1-03291-685-8)

### Direction d'ouvrages collectifs
- Matthieu Rougé (dir.), Jean-Marie Lustiger cardinal républicain, Paris, Parole et Silence-Collège des Bernardins, 2010.

## Distinction
Le 14 mai 2010, Matthieu Rougé est nommé chevalier dans l'ordre national du Mérite au titre de « 26 ans de services civils et militaires ».

## Armoiries
Les armoiries de Matthieu Rougé en tant qu'évêque sont de gueules à un rouget d’or, au chef cousu d’azur à une étoile accompagnée à dextre d’une gerbe de blé et à senestre d’un pampre de deux feuilles, le tout d’or. Il s'agit donc d'armes « parlantes », puisque le rouget évoque le nom de l'évêque. Cela fait aussi référence à un poisson, signe de reconnaissance des premiers chrétiens (Ichthus). Le rouge (gueules) et le bleu (azur) rappellent le sang et l'eau du Christ et sont les couleurs du département des Hauts-de-Seine.
L’étoile signifie l’intercession de la Vierge Marie, la gerbe de blé et la grappe de raisin renvoient à l’Eucharistie, mais aussi au pain dont sainte Geneviève, patronne du diocèse, a ravitaillé les Parisiens assiégés par les Huns.